# Sobrado (León)
Sobrado ist eine Gemeinde mit 282 Einwohnern (Stand: 2024) im nordwestlichen Zentral-Spanien in der Provinz León in der Autonomen Gemeinschaft Kastilien-León. Die Gemeinde besteht neben dem Hauptort Sobrado aus den Ortschaften Aguiar, Cabarcos, Cabeza de Campo, Cancela, Friera, Portela de Aguiar, Requejo und Sobredo.

## Geografie
Sobrado liegt etwa 105 Kilometer westlich von León in einer Höhe von ca. 425 m. Der Río Sil begrenzt die Gemeinde im Osten.

## Bevölkerungsentwicklung
| Jahr        | 1900 | 1950 | 1970 | 1981 | 1991 | 2001 | 2011 | 2021 |
| ----------- | ---- | ---- | ---- | ---- | ---- | ---- | ---- | ---- |
| Einwohner   | 1183 | 1463 | 1217 | 788  | 632  | 521  | 369  | 276  |
| Quelle: INE |      |      |      |      |      |      |      |      |